# 李小龍銅像
李小龍銅像是位於香港九龍尖沙咀星光大道的一尊銅像，高兩米、重六百公斤，在2005年11月27日即李小龍六十五歲冥誕時啟用，其造型取自電影《龍爭虎鬥》中李小龍的姿勢。

## 歷史
2005年，李小龍會開始计划為李小龍豎立一座銅像。銅像由廣州雕塑家曹崇恩負責雕塑，馬富強、阮大勇擔任美術顧問。
2005年11月27日，「香港李小龍節2005」活動之際，李小龍銅像於尖沙咀星光大道正式揭幕，由李小龍姊姊李秋源、弟弟李振輝和香港電影金像獎協會主席文雋主持揭幕，其他出席者有丁珮、唐季禮、陳國坤等人。
2015年，由於星光大道開始進行擴建工程，李小龍銅像及該處其他銅像皆暫時遷移至尖沙咀東海濱平台花園。2019年1月底，星光大道工程接近尾声，包括李小龙铜像在內的4个地标铜像亦已重置。
2021年11月，李小龍會與香港本土品牌利工民合作，根據李小龍在電影《唐山大兄》中的造型，為李小龍銅像披上一件汗衫，以慶祝李小龍八十一歲冥誕。